# 石神幸征
石神 幸征（いしがみ こうせい、1990年1月11日 - ）は、日本のサッカー選手。ポジションは、ミッドフィールダー、ディフェンダー。

## 来歴
元日本代表の石神良訓を叔父に持ち、父親、兄もサッカー選手だった一家で生まれ育った。体が大きくなった中学の頃から守備的ポジションでプレーするようになる。藤枝東高校では2007年の全国高校選手権で準優勝し、大会優秀選手に選ばれた。
筑波大学を経て、2012年より水戸ホーリーホックに入団。2014年に右足首の多発性関節炎で手術し2015年に復帰したが、2016年シーズン限りで契約満了。
Jリーグ合同トライアウトに参加した後、ガイナーレ鳥取に加入。2017年シーズン限りで現役を引退。
2018年、アマチュア選手として茨城県社会人サッカーリーグ2部所属の日立プライドに加入、同年から茨城県警察官採用試験に合格し、4月から同県警察学校に入校予定。

## 所属クラブ
ユース経歴
- 静岡クラブジュニア
- キューズFC
- 静岡県立藤枝東高等学校
- 筑波大学

プロ経歴
- 2012年 - 2016年  水戸ホーリーホック
- 2017年  ガイナーレ鳥取
- 2018年 -  日立プライド

## 個人成績
| 国内大会個人成績 | 国内大会個人成績 | 国内大会個人成績 | 国内大会個人成績 | 国内大会個人成績 | 国内大会個人成績 | 国内大会個人成績 | 国内大会個人成績 | 国内大会個人成績 | 国内大会個人成績 | 国内大会個人成績 | 国内大会個人成績 |
| 年度             | クラブ           | 背番号           | リーグ           | リーグ戦         | リーグ戦         | リーグ杯         | リーグ杯         | オープン杯       | オープン杯       | 期間通算         | 期間通算         |
| 年度             | クラブ           | 背番号           | リーグ           | 出場             | 得点             | 出場             | 得点             | 出場             | 得点             | 出場             | 得点             |
| 日本             | 日本             | 日本             | 日本             | リーグ戦         | リーグ戦         | リーグ杯         | リーグ杯         | 天皇杯           | 天皇杯           | 期間通算         | 期間通算         |
| ---------------- | ---------------- | ---------------- | ---------------- | ---------------- | ---------------- | ---------------- | ---------------- | ---------------- | ---------------- | ---------------- | ---------------- |
| 2011             | 筑波大           | 2                | -                | -                | -                | -                | -                | 2                | 0                | 2                | 0                |
| 2012             | 水戸             | 16               | J2               | 27               | 0                | -                | -                | 1                | 0                | 28               | 0                |
| 2013             | 水戸             | 16               | J2               | 27               | 1                | -                | -                | 2                | 0                | 29               | 1                |
| 2014             | 水戸             | 6                | J2               | 7                | 0                | -                | -                | 0                | 0                | 7                | 0                |
| 2015             | 水戸             | 6                | J2               | 21               | 0                | -                | -                | 2                | 0                | 23               | 0                |
| 2016             | 水戸             | 6                | J2               | 8                | 0                | -                | -                | 2                | 0                | 10               | 0                |
| 2017             | 鳥取             | 6                | J3               | 13               | 0                | -                | -                | 1                | 0                | 14               | 0                |
| 通算             | 日本             | 日本             | J2               | 90               | 1                | -                | -                | 7                | 0                | 97               | 1                |
| 通算             | 日本             | 日本             | J3               | 13               | 0                | -                | -                | 1                | 0                | 14               | 0                |
| 通算             | 日本             | 日本             | 他               | -                | -                | -                | -                | 2                | 0                | 2                | 0                |
| 総通算           | 総通算           | 総通算           | 総通算           | 103              | 1                | 0                | 0                | 10               | 0                | 113              | 1                |

- Jリーグ初出場 - 2012年3月11日 J2第2節 vsカターレ富山（ケーズデンキスタジアム水戸）
- Jリーグ初得点 - 2013年11月17日 J2第41節 vs京都サンガF.C.（ケーズデンキスタジアム水戸）

## タイトル

### 個人
- 全国高等学校サッカー選手権大会 大会優秀選手 (2007年)

## 代表歴
- 2008年 全日本高校選抜
- 2008年 U-18日本代表[1]
- 2009年 関東大学選抜
- 2010年 関東大学選抜